# Liebherr LTM 11200
Der Liebherr LTM 11200-9.1 ist der leistungsfähigste Fahrzeugkran der Welt. Er wird von dem Schweizer Unternehmen Liebherr im deutschen Ehingen produziert. Die maximale Tragfähigkeit am Haken beträgt theoretisch 1200 Tonnen (t) bei einem Abstand von 2,5 Meter (m) von der Drehachse und 202 t Ballast. Ohne die komplette Sonderausrüstung beträgt die maximal mögliche Last 363 t auf 3,5 m.
Offiziell wurde dieser Kran im April 2007 auf der Bauma in München, der weltgrößten Messe für Baumaschinen, vorgestellt. Der Kran wurde als All-Terrain-Kran (AT-Kran) konzipiert, das heißt, er kann sowohl auf der Straße, als auch im Gelände fahren und eingesetzt werden. Die Typenbezeichnung des Krans baut sich dabei wie folgt auf: LTM steht dabei für Liebherr Teleskop Mobilkran, 11200 nach einer führenden 1 für die Produktreihe, die Tragfähigkeit von 1200 t, und 9.1 für die 9 Achsen des Fahrgestells und die Versionsnummer 1.

## Aufbau und Technik

### Grundgerät

#### Fahrgestell und Lenkung
Das Fahrgestell mit seinen 9 Achsen besitzt eine neu entwickelte Hinterachslenkung, die geschwindigkeitsabhängig reagiert und auch aktiv lenkt. Sie lenkt dabei die Achsen 6 bis 9 elektrohydraulisch bis zu einer Geschwindigkeit von 30 Kilometer pro Stunde (km/h). Zwischen 30 und 60 km/h werden die Achsen 6 und 7 auf Geradeauslauf gestellt und gesperrt, während die Achsen 8 und 9 aktiv mitlenken, ab 60 km/h wird die gesamte Hinterachslenkung auf Geradeauslauf gestellt. Damit wird für ein Fahrzeug dieser Größe ein gutes Fahrverhalten, Geländegängigkeit und enger Wendekreis erreicht. Die Lenkung ist eine hydraulische 2-Kreis-Lenkanlage von ZF Friedrichshafen (ZF). Die Federung erfolgt hydro-pneumatisch und ist mit einer automatischen Niveauregulierung versehen. Die Achsen sind alle einzeln bereift und mit Reifen der Größe 14.00 R 25 versehen.
Zur Abstützung des LTM 11200 werden vier Schwenkholme hydraulisch ausgeklappt und ausgefahren. Das Abstützen und die Niveaueinstellung erfolgt ebenfalls hydraulisch.

#### Antrieb des Fahrgestells
Der Antrieb des Unterwagens erfolgt durch einen von Liebherr entwickelten und gebauten 8-Zylinder-Dieselmotor mit Turbolader (Typ: D9508 A7). Der Motor verfügt über eine Leistung von maximal 505 Kilowatt (kW) und überträgt sein Drehmoment von maximal 3000 Newtonmeter (Nm) über ein Automatikgetriebe von ZF (Typ: TC-TRONIC) auf die Achsen 1, 2, 4 und 5. Das Getriebe verfügt über einen Drehmomentwandler und Intarder und besitzt zwölf Vorwärts- und zwei Rückwärtsgänge.
Das Fahrgestell mit seinen neun Achsen ist komplett mit Scheibenbremsen ausgestattet. Zusätzlich ist das Fahrzeug mit Auspuffklappenbremsen und Wirbelstrombremsen ausgerüstet. Die Feststellbremse wirkt auf alle Achsen von 3 bis 9.

#### Kranaufbau/Oberwagen
Wie der Unterwagen wird der Oberwagen von einem Turbodiesel-Motor von Liebherr angetrieben. Beim Motor des Oberwagens kommt ein 6-Zylinder-Motor (Typ: D936L A6) mit einer Leistung von 270 kW und einem maximalen Drehmoment von 1720 Nm zum Einsatz. Die Kraftübertragung auf den Kranantrieb erfolgt hierbei diesel-hydraulisch über Axialkolben-Verstellpumpen für Heben, Drehen und das Verstellen der Gitterspitze im geschlossenen Kreislauf und für Wippen und Teleskopieren über Axialkolbenpumpen im offenen Kreislauf. Für den Hubantrieb wird ebenfalls ein hydraulischer Axialkolben-Verstellmotor genutzt.

### Ausleger

#### Leistung des Auslegers

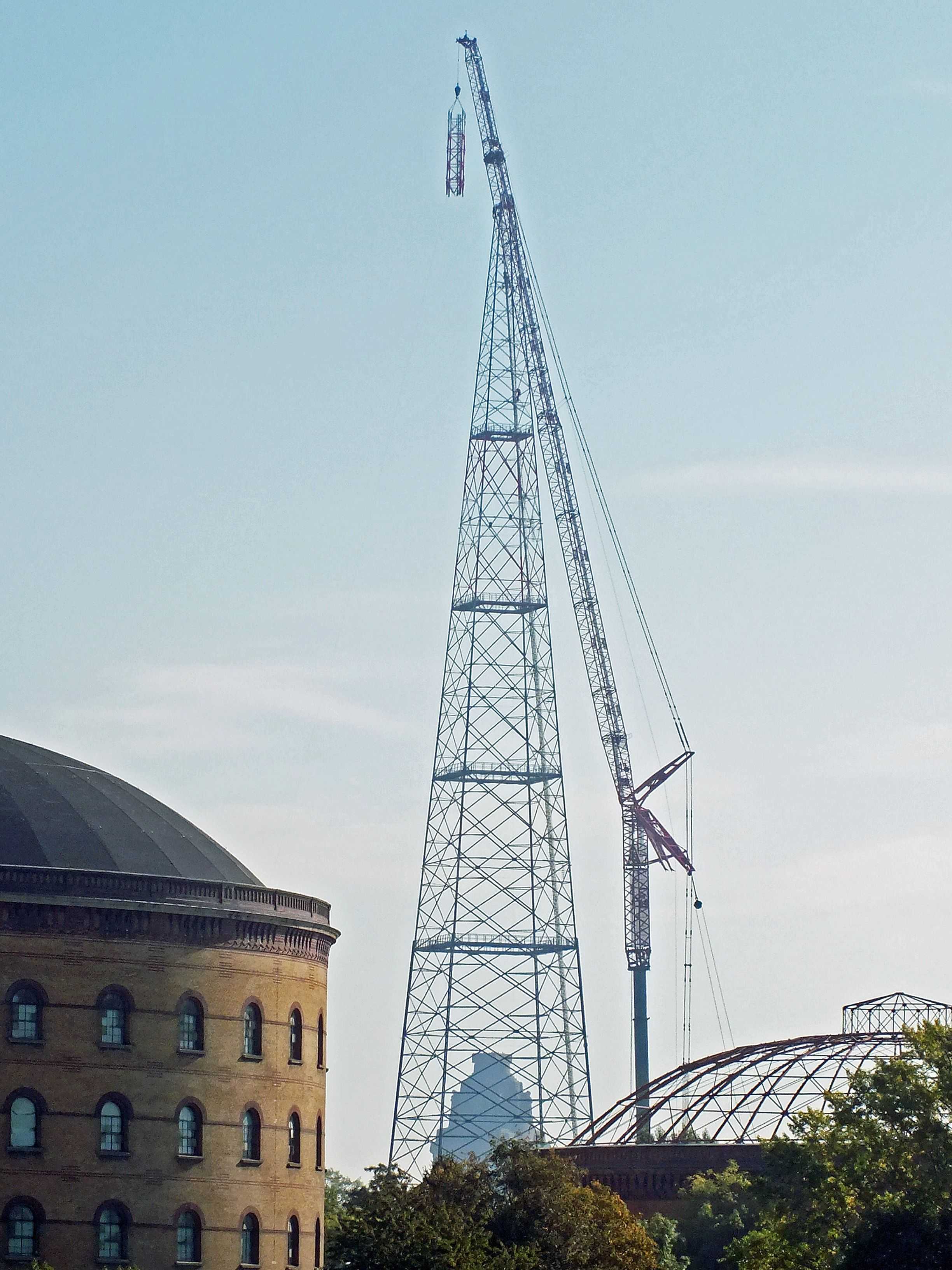
LTM 11200 am Funkturm Leipzig, der bis zu einer Höhe von 171 m mit diesem Kran aufgebaut werden konnte.

Der LTM 11200 bietet neben der größten Tragfähigkeit auch den längsten Teleskopausleger weltweit, der für einen straßenfahrbaren Autokran derzeit verfügbar ist. Er erreicht dabei am Teleskopausleger eine Hakenhöhe von 100 m. Die maximale Systemhöhe des Krans mit aufgebauter Wippspitze liegt bei 195 m. Laut Angaben des Herstellers kann der Kran 106 Tonnen Last auf 80 Meter Höhe bei einer Ausladung von 12 m heben.

#### Aufbau des Auslegers
Der Ausleger besteht dabei aus acht Teilen, die vollautomatisch auf die benötigte Länge ausgefahren werden. Auch das Sichern, das „Verbolzen“, der Teleskopsegmente, erfolgt automatisch. Der Teleskopausleger kann zur Erweiterung seines Einsatzspektrums durch verschiedene Gitterverlängerungen ergänzt werden. Durch eine Y-Teleskopauslegerabspannung kann die Leistungsfähigkeit gerade beim Einsatz von Gittermastelementen weiter gesteigert werden.
Der Kran kann sowohl mit dem vierteiligen 55-m-Ausleger (Typ: T3) als auch mit dem achtteiligen Ausleger (Typ: T7) von 100 m Länge betrieben werden. Die vierteilige Version besteht aus dem Grundsegment und den unteren drei Ausschüben des langen T7-Auslegers. Auf dem dritten Ausschub ist über vier Ösen ein kurzer Gitterrohradapter angebolzt und darauf ein Rollenkopf befestigt. Durch Entfernen des Gitterrohradapters und Einbau der vier oberen Teleskopausschübe lässt sich der vierteilige Ausleger zum achtteiligen Ausleger mit 100 Meter Länge umrüsten.

### Sonstiges
Zum Straßentransport muss der Ausleger demontiert werden, da das Grundgerät alleine 108 Tonnen wiegt und sonst die im Straßenverkehr erlaubte maximale Achslast von 12 t pro Achse überschritten wird.
Die Demontage geschieht ohne zusätzlichen Hilfskran. Der Ausleger ist dafür mit vier hydraulischen Teleskopstützen ausgestattet, mit denen er sich auf dem Boden abstützt. Danach kann der Ausleger vom Grundgerät getrennt werden und dieses unter dem aufgebockten Ausleger herausfahren. Die Wippzylinder bleiben dabei am Grundgerät. Zum Transport wird der Ausleger auf ein Transportfahrzeug, auf dem sich die speziellen Auslagersättel befinden, gesenkt. Die Y-Abspannung kann dabei am Ausleger bleiben. Das Transportgewicht beträgt je nach Version bis 104 Tonnen. Daher wird der 100-m-Mast in Deutschland meist nicht zusammen mit der Mastabspannung auf öffentlichen Straßen transportiert.

## Technische Daten
(alle Angaben laut Webseite des Herstellers)

### Maße
- Gesamtbreite: 3,00 m
- Gesamtlänge: 19,939 m
- Gesamthöhe: mit Wippspitze bis 188 m (Hakenhöhe: bis 184 m)
- Gesamtgewicht: 108 t fahrbereit

### Unterwagen/Fahrgestell
- Anzahl der Achsen: 9
- Angetriebene Achsen: 1, 2, 4, 5
- Lenkung: alle Achsen lenkbar, aktive Hinterachslenkung der Achsen 6 bis 9
- Antrieb / Lenkung: 18 × 8 × 18
- Fahrgeschwindigkeit: bis 75 km/h

### Oberwagen/Kranaufbau
- Max. Traglast bei Ausladung: 1200 t bei 2,5 m Radius
- Teleskopausleger: achtteilig, von 18,3 bis 100 Meter Hakenhöhe ausfahrbar
- Länge Gitterspitze: 24–126 Meter

### Motorleistung
- Motor Unterwagen
  - Motortyp: Liebherr D9508 A7, 8-Zylinder-Turbodiesel
  - Leistung Motor Fahrgestell: 500 kW (680 PS) und 3.000 Nm
  - Tankinhalt: 600 Liter
- Motor Kran (Oberwagen)
  - Motortyp: Liebherr D936L A6, 6-Zylinder-Turbodiesel
  - Leistung Motor Oberwagen: 270 kW (367 PS) und 1.720 Nm
  - Tankinhalt: 300 Liter

### Ballast
- Gesamtballast: 202 t; zusammengesetzt aus der Grundplatte mit 22 t, 16 zentralen Ballastteilen mit je 10 t und 4 Seitenteilen mit je 5 t

## LTR 11200
Der Liebherr LTR 11200 ist der leistungsfähigste Teleskop-Raupenkran der Welt. Drehbühne, Ausleger und Gitterspitzen sind nahezu identisch vom LTM 11200-9.1 übernommen worden. Fahrwerk und Raupenträger hingegen wurden eigens für den LTR 11200 entwickelt. Der Raupenkran wurde für Windkraftanlagen und insbesondere den räumlichen Bedingungen in Onshore-Windparks konzipiert. Das schmale Fahrwerk erlaubt mit seiner Breite von lediglich 4,8 Metern Fahrmanöver auch unter beengten Bedingungen. Außerdem kann er in aufgerüstetem Zustand verfahren werden.